# Џуно Риџ (Флорида)
Џуно Риџ (енгл. Juno Ridge) насељено је место без административног статуса у америчкој савезној држави Флорида.

## Демографија
По попису из 2010. године број становника је 718, што је 24 (-3,2%) становника мање него 2000. године.
| Група             | 2000.       | 2010.       |
| Белци             | 658 (88,7%) | 517 (72,0%) |
| Афроамериканци    | 14 (1,9%)   | 31 (4,3%)   |
| Азијати           | 6 (0,8%)    | 15 (2,1%)   |
| Хиспаноамериканци | 42 (5,7%)   | 143 (19,9%) |
| Укупно            | 742         | 718         |